# Dajmanjaureh (Frostvikens socken, Jämtland, 721165-143824)
Dajmanjaureh är en sjö i Strömsunds kommun i Jämtland och ingår i Ångermanälvens huvudavrinningsområde.